# Nicéforo Pastilas
Nicéforo Pastilas (em grego medieval: Νικηφόρος Παστιλᾶς; romaniz.: Nikephóros Pastilas) foi um oficial bizantino do século IX, ativo sob o imperador Romano II (r. 959–963). Ele envolveu-se na expedição para reconquistar a ilha de Creta, onde encontrou seu destino.

## Vida

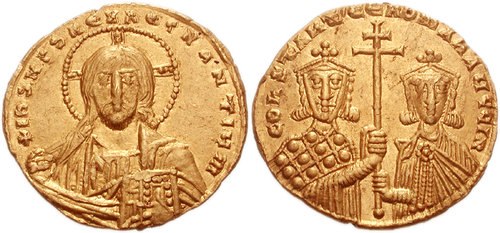
Soldo de r. e r.

Nicéforo era estratego do Tema Tracesiano, na Ásia Menor. Era conhecido como valente e experiente e estrategista, distinguindo-se várias vezes na luta contra os árabes. Em 960/961, na expedição para reconquistar Creta dos sarracenos, Pastilas serviu como sub-general de Nicéforo Focas. No cerco de Chandax (atual Heraclião), um contingente de trácios sob Pastilas foi enviado ao interior no inverno para confrontar Caramuntes, mas foram superados em número e sofreram derrota. O destino da expedição é variadamente descrito nas fontes. Teodósio, o Diácono diz que Pastilas atacou heroicamente os árabes, matando muitos inimigos, mas encontrou sua morte em batalha. Leão, o Diácono, por outro lado, atribui a derrota a falta de disciplina dos soldados, que começaram a saquear o país e foram atacados e mortos pelos árabes. Apesar disso, Leão diz que Pastilas lutou bravamente.